# جمعة سانتوس
جمعة سانتوس (بالإنجليزية: Juma Santos)‏ هو عازف جاز أمريكي، ولد في 15 يناير 1948 في ماساتشوستس في الولايات المتحدة، وتوفي في 10 سبتمبر 2007 في شيكاغو في الولايات المتحدة بسبب ملاريا.

## وصلات خارجية
- جمعة سانتوس على موقع ميوزك برينز (الإنجليزية)
- جمعة سانتوس على موقع ديسكوغز (الإنجليزية)